# Tivodrassus ethophor
Espèce
Tivodrassus ethophor est une espèce d'araignées aranéomorphes de la famille des Prodidomidae.

## Distribution
Cette espèce est endémique du Mexique. Elle se rencontre  au Guerrero, en Oaxaca, en Hidalgo et au Jalisco.

## Description
La femelle holotype mesure 2,85 mm
Les mâles mesurent de 3,49 à 4,07 mm et les femelles de 2,99 à 3,85 mm.

## Systématique et taxinomie
Cette espèce a été décrite par Chamberlin et Ivie en 1936.

## Publication originale
- Chamberlin & Ivie, 1936 : « New spiders from Mexico and Panama. » Bulletin of the University of Utah, vol. 27, no 5, p. 1-103.